# هوارد بنسون
هوارد بنسون (بالإنجليزية: Howard Benson)‏ هو مدير تنفيذي موسيقي ‏ وملحن ومنتج أسطوانات أمريكي، ولد في 1956 في Havertown, Pennsylvania ‏ في الولايات المتحدة.

## وصلات خارجية
- الموقع الرسمي
- هوارد بنسون على موقع IMDb (الإنجليزية)
- هوارد بنسون على موقع ميوزك برينز (الإنجليزية)
- هوارد بنسون على موقع ديسكوغز (الإنجليزية)